# بری اسمیت (بازیکن فوتبال، زاده ۱۹۳۴)
بری اسمیت (انگلیسی: Barry Smith; ۱۵ آوریل ۱۹۳۴ – ۲۰۰۷ (۷۲−۷۳ سال)) بازیکن فوتبال اهل بریتانیا بود.
از باشگاه‌هایی که در آن بازی کرده‌است می‌توان به باشگاه فوتبال برافورد پارک آونیو، باشگاه فوتبال لیدز یونایتد، باشگاه فوتبال اولدهام اتلتیک، باشگاه فوتبال استوک‌پورت کانتی، باشگاه فوتبال آکسفورد یونایتد، باشگاه فوتبال ساوتپورت، باشگاه فوتبال آکرینگتون استنلی، و باشگاه فوتبال ورکسام اشاره کرد.